# Manuel Antão
Manuel Antão (Montalegre, c. 1474; Capitania de São Tomé, 1538) foi um missionário Português da ordem jesuíta. Sua família passou por situações que deram embasamento folclórico à colonização do Brasil.
Por volta de 1536 embarcou para a Capitania de São Tomé com sua família, de onde dois anos mais tarde foi banido por "ter sorte de excessivo brio". Devido a essa expulsão o missionário se internou pelo mato com sua família em busca de moradia e escreve ter "empandeirado o gentio que ali vivia, de sorte que não contíguo às suas profanidades pode-se viver o homem" quando achou boa região para construir na mata. Era casado com Catarina de Quintão, que estava esperando um filho na época de seu banimento. No início do ano de 1537 se estabeleceram em um mucambo no interior inexplorado da capitania, e ali nasceu o filho do missionário.
Em meados de 1537, recebe notícia de sua filha que enquanto ela entretinha o bebê, o mesmo pareceu sumir na floresta em "um piscar de olhos". Cristãos fervorosos, a família se devasta com o fato do recém-nascido ainda não ter sido batizado no dia de seu desaparecimento. Manuel escreve em seus registros que disse ao seu filho primogênito que "em verdade, não podereis saber se teu irmão era um filho de Abraão ou não, e pode ele muito bem estar no Inferno". Desde então não houve paz para a família; os gêmeos mais novos passaram a, nas palavras do português, ter adomesticado um caititu, com quem juram segredar, indicando que as crianças conversavam com o porco-do-mato e alegavam que ele as respondia. Mais tarde, surgiram rumores entre a família que a filha mais velha havia entregado o recém-nascido à uma coca. As acusações contra a filha aumentaram, e alguns dos irmãos e, principalmente a própria mãe, Catarina de Quintão, viraram-se contra ela, acusando-a de ligações profanas com os indígenas da floresta, ameaçando portanto enviá-la de volta para a Capitania de São Tomé, onde seria julgada por bruxaria. 
O primogênito de Manuel, Josué, indignado com o falso testemunho que cometia a sua família, internou-se nas matas em direção a Capitania de São Tomé, procurando atestar a inocência da irmã. Todavia, para o desespero da família, Josué nunca chega à Capitania, tendo se perdido nas matas. A família mais uma vez entra em conflito, mas Josué apareceria naquela mesma noite no curral do mucambo, "nu como o pecado, e tendo trilhado o caminho de volta desacordado, os pés guiados por alguma força da mata". No dia que se seguiu, Josué faleceu, ao que toda a família virou-se contra a filha mais velha de Manuel, acusando-a de bruxaria. Esta acusou os irmãos, que tinham a habilidade de compreender o porco-do-mato, que era folcloricamente a montaria do caipora. 
Em 1538, exploradores da Capitania de São Tomé encontraram os cadáveres da família ao redor do mucambo, juntamente com todos os animais dos currais. O único corpo que permaneceu desaparecido foi o da filha. Muito tumulto se deu na Capitania de São Tomé quando encontraram os registros de Manuel de Antão, e fez-se lenda que uma Cuca habitava a região do mato, e que a filha de Manuel era sua acólita. O rumor mais aceito na Capitania de São Tomé foi o de que o caipora, ser folclórico vigilante das florestas, corrompeu as bases da família e seduziu a filha mais velha de Manuel para ser sua consorte, levando-a para a floresta e matando a família portuguesa.